# Мозигкау

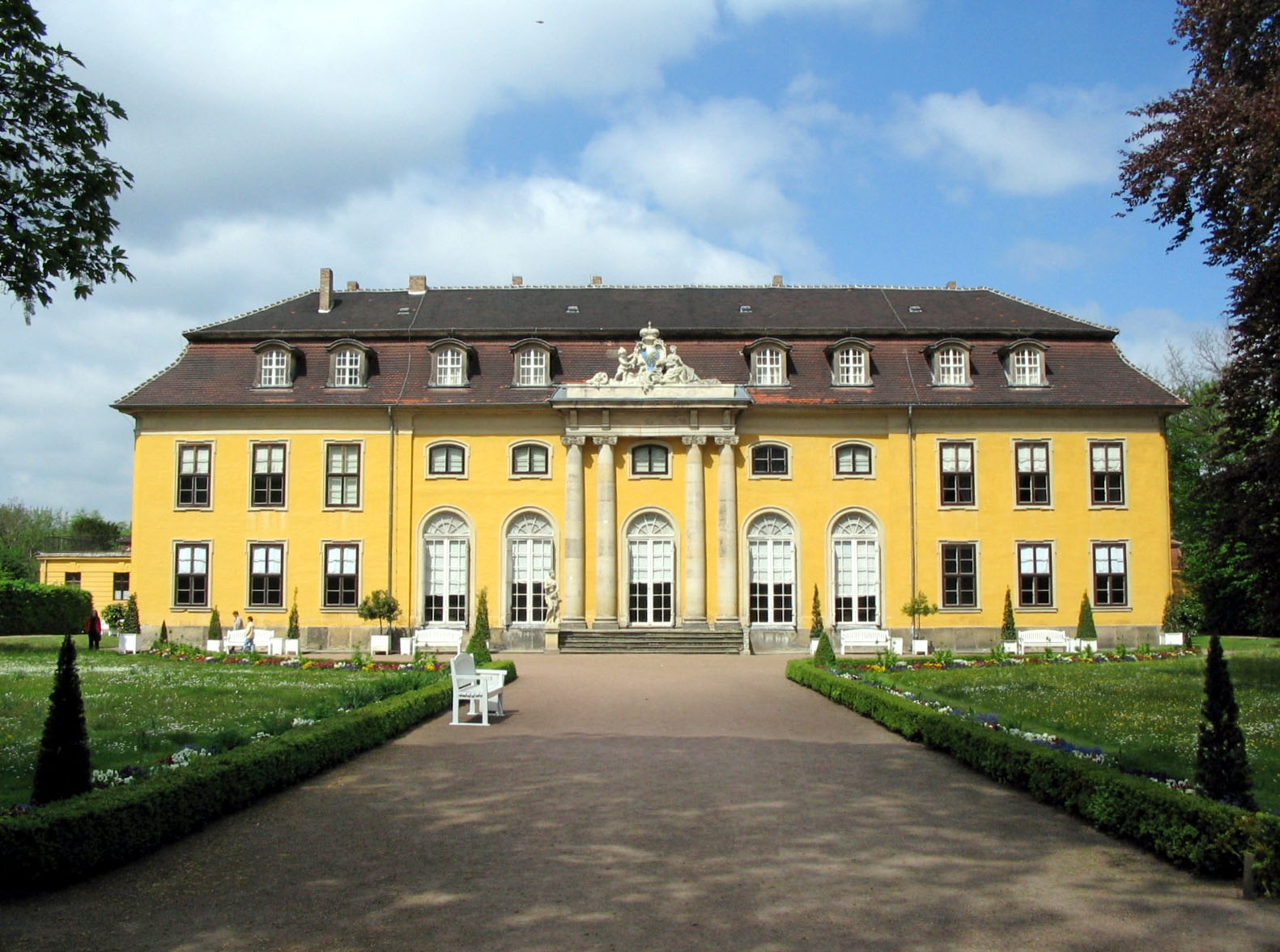
Дворец Мозигкау

Мо́зигкау (нем. Mosigkau) — район города Дессау-Рослау в Саксонии-Анхальт. Находится в семи километрах к западу от центра города.
На месте района Мозигкау в 600-е годы существовало славянское поселение, разрушенное и утраченное в VIII веке. В 1742—1743 годах князь Леопольд I Ангальт-Дессауский подарил два поместья в Мозигкау своей любимой дочери Анне Вильгельмине Ангальт-Дессауской. В 1752—1757 годах в Мозигкау для неё была построена летняя резиденция — дворец Мозигкау. После смерти принцессы во дворце размещался монастырь для незамужних дворянок.
Мозигкау вошёл в состав Дессау 25 июля 1952 года. В Мозигкау имеется железнодорожная станция на участке Дессау-Кётен.